# Krakau
Krakau è un comune austriaco di 1 444 abitanti nel distretto di Murau, in Stiria. È stato creato il 1º gennaio 2015 dalla fusione dei precedenti comuni di Krakaudorf, Krakauhintermühlen e Krakauschatten; capoluogo comunale è Krakaudorf.